# Falcão-críptico
O falcão-críptico (Micrastur mintoni) é uma espécie de ave de rapina da família Falconidae.
Pode ser encontrada nos seguintes países: Bolívia e Brasil. Foi descoberta na Amazónia em 2002.
Os seus habitats naturais são: florestas subtropicais ou tropicais húmidas de baixa altitude.